# Parafia św. Antoniego Padewskiego w Stawiskach
Parafia pw. Świętego Antoniego Padewskiego w Stawiskach – rzymskokatolicka parafia należąca do dekanatu Jedwabne, diecezji łomżyńskiej, metropolii białostockiej.

## Historia
Parafia została erygowana 5 maja 1903 roku przy kościele pofranciszkańskim przez administratora diec. sejneńskiej ks. prałata Józefa Antonowicza. Cmentarz grzebalny parafialny o pow. 3,76 ha w odległości 0,3 km. (stary o pow. 1,7 ha w odległości 1,8 km).                                                                                                     
Uroczystości odpustowe
- św. Antoniego Padewskiego,
- Matki Bożej Anielskiej,
- św. Franciszka z Asyżu.

Kościół parafialny
Kościół murowany pw. św. Antoniego Padewskiego w stylu późnego baroku wybudowany w latach 1813-1818 z fundacji właściciela dóbr Stawiski Antoniego Bykowskiego. Pobłogosławiony 4.10.1822 r. przez oficjała łomżyńskiego ks. Andrzeja Żmijewskiego. Brak informacji o konsekracji kościoła. W latach 1995–2000 staraniem ks. prob. Mieczysława Gołaszewskiego zostały odbudowane dwie wieże kościelne, odnowiono i zabezpieczono fundamenty kościoła, uzupełniono wyposażenie oraz uporządkowano cmentarz przykościelny. Plebania murowana wybudowana na początku XIX w. staraniem dziedzica Antoniego Bykowskiego; wpisana do rejestru zabytków.

## Zasięg parafii
Do parafii należy 2890 wiernych z miejscowości: Stawiski, Barzykowo, Budy Stawiskie, Cedry, Chmielewo, Cwaliny, Grabówek, Karwowo, Koziki, Kuczyny, Laskowiec, Michny, Rogale, Rostki, Skroda Mała, Tafiły i Zabiele.

## Kler parafialny
- Proboszczowie:

- ks. Bolesław Kostro 1920-1935,
- ks. Aleksander Lada 1935-1939,
- ks. Wincenty Krajewski 1939-1947,
- ks. Bronisław Tałandzewicz 1947-1949,
- ks. Jan Snarski 1949-1950,
- ks. Zygmunt Kapkowski 1950-1984,
- ks. Marian Łupiński 1984-1986,
- ks. Józef Kruczyński 1986-1990,
- ks. Mieczysław Gołaszewski od 1990-2010,
- ks. Tadeusz Podbielski 2010-2013,
- ks. Wojciech Turowski 2013.

- Wikariusze:
- ks. dr Grzegorz Dębek

- Powołania kapłańskie z terenu parafii od 1925 r.:

- ks. Kazimierz Chrzanowski (1963),
- ks. Wiesław Domitrz (1965),
- + ks. Andrzej Nawrocki (1971),
- ks. Mieczysław Lubiejewski (1972),
- br. Kazimierz Synowczyk OFM Cap(1981),
- ks. Remigiusz Krajewski (1988),
- ks. Bogusław Ofman (1992),
- ks. Grzegorz Stasiak (1999).